# Célestine N'Drin
Célestine N'Drin (sinh ngày 20 tháng 7 năm 1963) là một vận động viên điền kinh người Bờ Biển Ngà, chuyên môn trong 400 và 800 mét. Cô đại diện cho đất nước của mình tại Thế vận hội mùa hè trong ba lần: 1976, 1984 và 1988.

## Thành tựu
| Năm                      | Giải đấu                 | Địa điểm                 | Thứ hạng                 | Nội dung                 | Chú thích                |
| Representing Bờ Biển Ngà | Representing Bờ Biển Ngà | Representing Bờ Biển Ngà | Representing Bờ Biển Ngà | Representing Bờ Biển Ngà | Representing Bờ Biển Ngà |
| ------------------------ | ------------------------ | ------------------------ | ------------------------ | ------------------------ | ------------------------ |
| 1978                     | All-Africa Games         | Algiers, Algérie         | 3rd                      | 800 m                    |                          |
| 1980                     | World Championships      | Sittard, Netherlands     | 23rd                     | 400 m hurdles            | 1:04.91                  |
| 1982                     | African Championships    | Cairo, Ai Cập            | 2nd                      | 400 m                    |                          |
| 1982                     | African Championships    | Cairo, Ai Cập            | 2nd                      | 800 m                    |                          |
| 1984                     | African Championships    | Rabat, Maroc             | 3rd                      | 800 m                    |                          |
| 1988                     | African Championships    | Annaba, Algérie          | 2nd                      | 400 m                    |                          |

### Thành tích cá nhân tốt nhất
- 400 mét - 52,04 giây (1988) - kỷ lục quốc gia.[2]
- 800 mét - 2: 02,99 phút (1990) - kỷ lục quốc gia